# سترينجر أوف بارادايز: فاينل فانتسي أوريجن
سترينجر أوف بارادايز: فاينل فانتسي أوريجن، هي لعبة أكشن تقمص أدوار يابانية، من تطوير شركة تيم نينجا ، ونشر شركة سكوير إنكس.  تم إصدار اللعبة في مارس 2022 لأجهزة بلاي ستيشن 4 وبلاي ستيشن 5 ومايكروسوفت ويندوز وإكس بوكس ون وإكس بوكس سيريس إكس.

## روابط خارجية
- الموقع الرسمي